# Milan Rešetar
Milan Rešetar (Dubrovnik, 1. veljače 1860. – Firenca, 14. siječnja 1942.), bio je hrvatski filolog, književni povjesničar, numizmatičar.

## Životopis
Milan Rešetar rođen je u Dubrovniku 1860. godine. Završio je studij klasične filologije i slavistike u Beču i Grazu. 1882. godine položio je ispit za srednjoškolskoga profesora. Radio je kao učitelj u Kopru (1882.) te kao profesor u Zadru (1884.) i Splitu (1884. – 1891.). Doktorirao je u Grazu 1891. godine disertacijom Die Čakavština und deren einstige und jetzige Grenzen (Čakavština i njezine nekadašnje i sadašnje granice). Od 1891. godine bio je urednik hrvatskog izdanja "Lista državnih zakona" (Reichsgesetzblatt) u Beču, a 1894. godine postao je profesor i suradnik u Balkanskoj komisiji Bečke akademije. U Beču je od 1908. do 1919. godine, naslijedivši Vatroslava Jagića, predavao na slavističkoj katedri. U Zagrebu je na Filozofskom fakultetu bio redoviti profesor od 1919. do 1928. godine kada je umirovljen te se je nakon toga preselio u Firencu.
Umro je u Firenci 14. siječnja 1942. godine. Pepeo mu je prenesen i pokopan u obiteljskoj grobnici u Dubrovniku 1965. godine.

## Znanstvena djelatnost
Proučavao je stariju hrvatsku književnost, bavio se dijalektologijom i akcentologijom. Odredio je položaj triju hrvatskih dijalekata. Dopunio je zbirku dubrovačkog novca svoga oca Pavla (4000 primjeraka) i objavio knjigu o dubrovačkoj numizmatici.
Rešetarova se znanstvena aktivnost može podijeliti na nekoliko područja:
- u dijalektologiji, dao je vrijedne, no u nekim vidovima nadiđene prinose povijesnoj dijalektologiji. Rešetar bijaše po političkim uvjerenjima prvo "Srbin-katolik", pa potom jugoslavenski unitarist, te pristaša Miklošič- Karadžićeve etničko-narječne podjele po kojoj bi svi govornici i pisci štokavskoga narječja bili etnički Srbi- bez obzira na vlastitu nacionalnu pripadnost. Po toj je ideologiji samo čakavsko narječje priznavano etnički hrvatskim, dok je kajkavsko proglašavano za slovensko, a štokavsko za srpsko. Unatoč formalnom odricanju od tih zamisli, Rešetar se nikada nije otarasio predrasuda svoje mladosti, te je uporno nastojao dokazati da je Dubrovnik po svom govoru etnički srpski, a ne hrvatski (zastupnici su suprotne teze o prvotnom čakavskom govoru Dubrovnika bili onodobni filolozi poput pravaša Marcela Kušara), te jekavski, a ne ikavski (ikavština se držala praktički isključivo hrvatskom značajkom). Kasnija su dijalektološka istraživanja ustanovila da je Rešetar esencijalno bio u pravu, no promašivši u etničkopovijesnim atribucijama: prvotni govor Dubrovnika jest bio zapadnoštokavski i jekavski (a ne čakavski i ikavski u svom substratu), no to bijaše hrvatska, zapadna štokavština koja se protezala u predturskome razdoblju do crte, otprilike, rijeka Bosna i Neretva, idući nešto istočnije i obuhvaćajući i Dubrovnik). Konačni rad o tom objavljen je u časopisu Dubrovnik 1993., iz pera jezikoslovca Dalibora Brozovića. Glavna su Rešetarova dijalektološka djela o štokavskom i čakavskom narječju

- u montenegristici, Rešetar je dao niz vrijednih prinosa o jeziku Njegoša i Gorskog vijenca

- u ediciji "Stari pisci hrvatski" HAZU (onda JAZU), Rešetar je velikim marom priredio kritička izdanja dubrovačkih pisca poput Držića, Gundulića, Palmotića, te Zadarskoga i Ranjininog lekcionara. Moderne tekstološke obradbe nisu bitno promijenile Rešetarova čitanja starijih autora. Također, u izdanju Srpske kraljevske akademije, izdao je Dubrovački ćirilski molitvenik iz 1512., te objelodanio tekstove o najstarijem dubrovačkom govoru i prozi, ostavši u granicama miklošičevsko-karadžićevskih zabluda svoje mladosti.

- napisao je, na tragu Maretićeve velike gramatike, gramatike hrvatskog (srpskog) jezika na njemačkom, ne odmaknuvši se od mladogramatičarskoga jezičnoga modela.

Bio je član JAZU, Srpske kraljevske akademije, Ruske akademije znanosti i Češkoga društva znanosti, Slavenskoga instituta Londonskoga sveučilišta, Ševčenkova znanstvenog društva u Lavovu, Slavenskoga instituta u Pragu, a na Filozofskome fakultetu Kraljevskoga sveučilišta u Firenci jednoglasno mu je dodijeljen počasni doktorat.

## Djela
Nepotpun popis:
- Die Čakavština und deren einstige und jetzige Grenzen (Čakavština i njezine nekadašnje i sadašnje granice), (disertacija), Graz, 1891.
- Zadarski i Ranjinin lekcionar, Zagreb, 1894.
- Antologija dubrovačke lirike, Beograd, 1894.
- Die serbokroatische Betonung südwestlicher Mundarten, Beč, 1900.
- Le monete della repubblica di Ragusa, Milano, 1905.
- Slavenske kolonije u Italiji, Dubrovnik, 1907.
- Der štovakische Dialekt, Beč, 1907.
- O srpskim ili hrvatskim dijalektima: odgovor g. dr-u A. Beliću, Sr. Karlovci, 1909.
- Dugi suglasnici u srpskohrv. jeziku, Beograd, 1921.
- Četiri dubrovačke drame u prozi, Beograd, 1922.
- Pero Budmani, Zagreb, 1925.
- Redakcije i izvori Vetranovićeva Posvetilišta Abramova, Zagreb, 1929.
- Jezik Marina Držića, Zagreb, 1934.
- Jezik pjesama Ranjinina zbornika, Zagreb, 1936.
- Rječnik i dikcija pjesama Ranjinina zbornika, Zagreb, 1938.
- Početak kovanja dubrovačkoga novca, Zagreb, 1939.
- Glavne osobine Gundulićeva jezika, Zagreb, 1941.
- Pjesme pripisivane Gunduliću, Zagreb, 1941.
- Izgovor i pisanje praslav. vokala ě u dugim slogovima, Zagreb, 1942.
- Najstariji dubrovački govor, Beograd, 1951.
- Najstarija dubrovačka proza, Beograd, 1952.
- Izabrana djela, Zagreb, 1983.
- Štokavski dijalekat, Podgorica, 2010.